# Lockheed X-7
O Lockheed X-7 (alcunha: "Flying Stove Pipe") foi um projecto americano de uma aeronave não tripulada dos anos 50 que englobava novas tecnologias em torno de misseis guiados. Efectuou o seu primeiro voo no dia 26 de Abril de 1951. Esta foi a base para o Lockheed AQM-60 Kingfisher, um sistema usado para testar as defesas aéreas contra um ataque de um míssil nuclear.
Produzido pela Lockheed, esta aeronave é um dos designs menos conhecidos de Kelly Johnson, que se tornou o criador da família de aeronaves SR-71.